# Луна-21
«Луна-21» — советская автоматическая межпланетная станция (АМС) для изучения Луны и космического пространства. Доставила на поверхность Луны автоматический самоходный аппарат «Луноход-2». На посадочной ступени «Луны-21», как и на «Луноходе-2» находились Государственный флаг СССР, вымпелы с барельефом В. И. Ленина, Государственным гербом СССР и текстом «50 лет СССР».

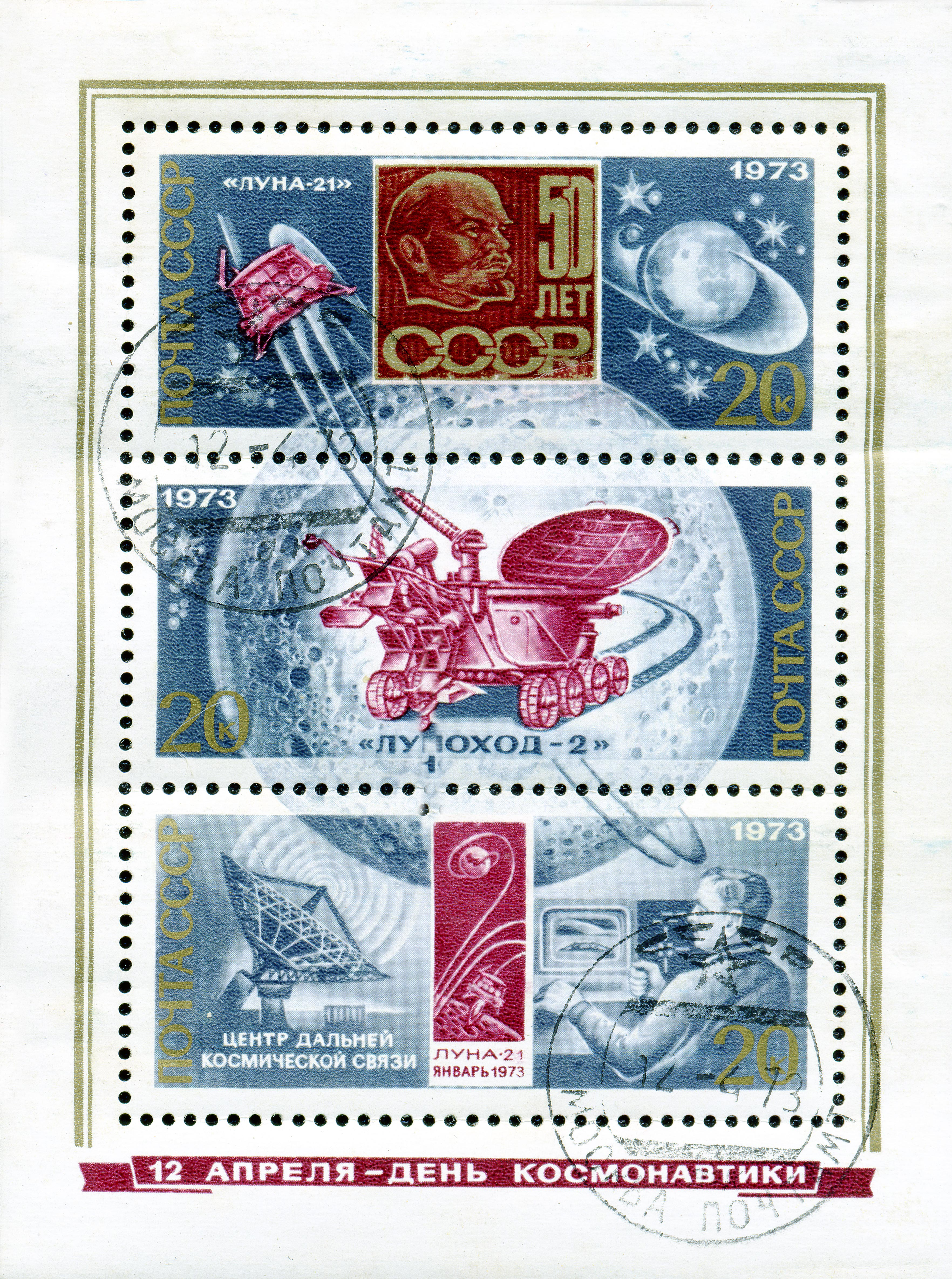
Блок почтовых марок СССР. 1973. «Луна-21», «Луноход-2», центр дальней космической связи

## Полёт и мягкая посадка на Луну
8 января 1973 года осуществлён пуск ракеты-носителя «Протон-К / Д», которая вывела на траекторию полёта к Луне АМС «Луна-21» с самоходным лунным аппаратом «Луноход-2». 9 января 1973 года была проведена коррекция траектории полёта станции. 12 января 1973 года станция «Луна-21» выведена на орбиту вокруг Луны. Параметры орбиты составляют: наклонение орбиты к плоскости лунного экватора — 60°; период обращения — 118 мин; минимальное расстояние от поверхности Луны — 90 км; максимальное расстояние от поверхности Луны — 110 км. 15 января 1973 года станция «Луна-21» совершила мягкую посадку на поверхность Луны на восточной окраине Моря Ясности, внутри кратера Лемонье в точке с координатами 25°51′ с. ш. 30°27′ в. д. / 25,850° с. ш. 30,450° в. д.

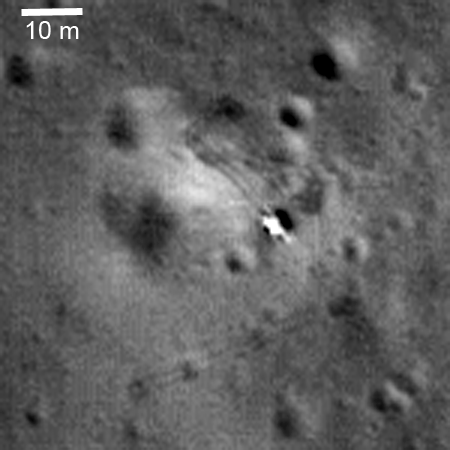
Луноход 2. Снимок сделан с орбиты КА LRO в марте 2010 года

## Смена собственника
В декабре 1993 года НПО имени Лавочкина продало АМС «Луна-21», находящуюся на Луне, вместе с аппаратом «Луноход-2» на аукционе Сотбис в Нью-Йорке за 68500 долларов сыну астронавта, предпринимателю Ричарду Гэрриоту, который также совершил в октябре 2008 года полёт на Международную космическую станцию в качестве космического туриста на корабле «Союз ТМА-13».

## «Луна-21» на снимках поверхности Луны
Посадочная ступень «Луны-21» обнаружена исследователями на снимках LRO в марте 2010 года.